# Бристоу, Билли
Билли Бристоу (англ. Billie Bristow; 1897 — 1981) — британская сценаристка, работавшая в 1930-х годах. Она начала свою карьеру в качестве журналистки и студийного публициста. Она часто писала свои сценарии вместе с Чарльзом Беннеттом (который написал многие из ранних фильмов Альфреда Хичкока). Она начала свою карьеру в George King Productions, а затем работала в British Lion Films.

## Избранная фильмография
- Ночная почта[англ.] (1935)
- Gay Love[англ.] (1934)
- Предупредить Лондон[англ.] (1934)
- Секрет озера[англ.] (1934)
- Тигровый залив[англ.] (1934)
- Дом Трента[англ.] (1933)
- Люди из стали[англ.] (1932)
- Леди, сделавшая себя сама[англ.] (1932)
- Тупик[англ.] (1931)